# Левшин, Василий Егорович
Василий Егорович Левшин (29 января (10 февраля) 1888, с. Сандыри Коломенский уезд, Московской губернии — 1917 / 1918 ?) — российский профессиональный революционер. Председатель Коломенского Совета рабочих и солдатских депутатов, председатель городского военно-революционного комитета в 1917 году.

## Биография
Родился 29 января (10 февраля) 1888 года в крестьянской семье. С детства работал в хозяйстве отца. В 1902 году начал работать в электромастерской Коломенского машиностроительного завода. Влился в революционное движение. Партийные клички
Казимир, Пахом, Чужой.
В 1905 году руководил революционно-просветительским кружком, участвовал в работе боевой дружины бастующих рабочих и вступил в РСДРП.
После поражения революции 1905—1907 годов перешёл на нелегальное положение, работал в подпольном Московском окружном комитете РСДРП. В 1909 году его направили в партийную школу на острове Капри (Италия), где он числился под фамилией Люшвин. Однако через некоторое время В. Левшин в числе пятерых слушателей, протестующих против руководителей школы, так называемых «отзовистов», был исключён за фракционность из партийной школы. Эта пятёрка революционеров-рабочих переехала в Париж, где встретилась с В. И. Лениным, который провёл с прибывшими с Капри около десяти занятий.
После возвращения в Россию Левшин был арестован, осуждён и провёл четыре года на каторге. Позже сослан в Восточную Сибирь. Освобождён после Февральской революцией и вернулся в Коломну, где убеждённого большевика В. Левшина избрали секретарём меньшевистского по преимуществу Временного уездного революционного комитета, а затем — Коломенского Совета рабочих и солдатских депутатов (1917).
Участник Октябрьской революции, будучи председателем Военно-революционного комитета, сделал всё от него зависящее, чтобы в Коломне власть Советов победила бескровно.
Тяготы жизни профессионального революционера, каторги и ссылки, напряжение душевных и физических сил летом и осенью 1917 года подорвали здоровье В. Левшина. В декабре он тяжело заболел, и его отвезли в больницу в Москву, откуда он через несколько дней сбежал. Пропал без вести, предположительно, в самом начале 1918 года. Выяснить что-либо о дальнейшей судьбе В. Левшина не удалось.

## Память
- Именем Василия Егоровича Левшина в 1921 году в Коломне была названа улица (бывшая Алексеевская) и переулок.